# Ugo de Wilde
Pour les articles homonymes, voir de Wilde.
Ugo de Wilde, né le 20 novembre 2002 à Bruxelles en Belgique, est un pilote automobile belge.

## Carrière

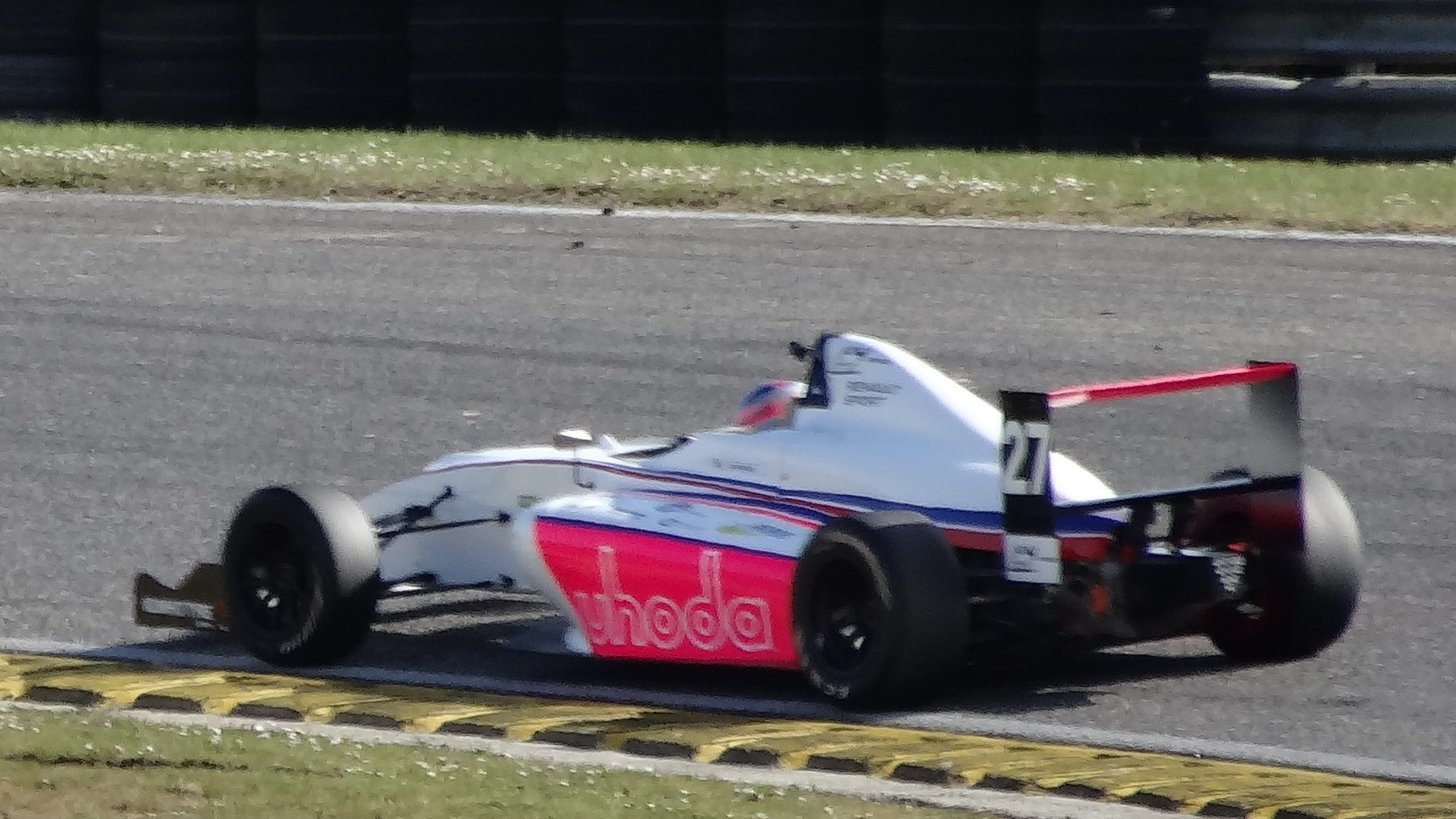
Ugo de Wilde en Formule 4 France lors des Coupes de Pâques 2018.

En 2020, en plus de sa saison de Formula Renault Eurocup au sein de l'écurie britannique Arden International, Ugo de Wilde a l'occasion de rejoindre l'écurie luxembourgeoise DKR Engineering afin de participer au Road to Le Mans 2020. C'est ainsi qu'il découvre l’endurance avec une Duqueine D08 qu’il a partagé avec le pilote allemand Wolfgang Triller.
En 2021, fort de sa première expérience en LMP3 lors de la Michelin Le Mans Cup, c'est en European Le Mans Series et avec l'écurie polonaise Inter Europol Competition qu'Ugo de Wilde s'engage et a comme équipier le pilote allemand Martin Hippe et le pilote français Julien Falchero. Par rapport à la saison précédente, il changea également de voiture pour concourir avec une Ligier JS P320.

## Résultats en sport automobile
| Saison  | Championnat                                | Écurie                      | Courses | Victoires | Pole positions | Meilleurs tours | Podiums | Points | Classement |
| ------- | ------------------------------------------ | --------------------------- | ------- | --------- | -------------- | --------------- | ------- | ------ | ---------- |
| 2017    | Championnat de France de Formule 4         | FFSA Academy                | 24      | 0         | 0              | 1               | 3       | 68     | 12e        |
| 2017–18 | Championnat d'Asie du Sud-Est de Formule 4 | Meritus.GP                  | 12      | 5         | 2              | 3               | 8       | 212    | 3e         |
| 2018    | Championnat de France de Formule 4         | FFSA Academy                | 21      | 4         | 4              | 1               | 8       | 237    | 2e         |
| 2019    | Formula Renault Eurocup                    | JD Motorsport (en)          | 20      | 1         | 0              | 0               | 1       | 81     | 7e         |
| 2020    | Formula Renault Eurocup                    | Arden Motorsport            | 20      | 0         | 0              | 0               | 3       | 85.5   | 9e         |
| 2021    | Alpine Elf Europa Cup                      | Herrero Racing              | 12      | 4         | 6              | 2               | 10      | 169    | 2e         |
| 2021    | European Le Mans Series                    | Inter Europol Competition   | 6       | 1         | 0              | 0               | 3       | 67     | 4e         |
| 2021    | Michelin Le Mans Cup                       | Mühlner Motorsport          | 4       | 1         | 1              | 0               | 1       | 21     | 16e        |
| 2021    | WeatherTech SportsCar Championship         | Mühlner Motorsports America | 2       | 1         | 2              | 0               | 1       | 560    | 19e        |
| 2022    | European Le Mans Series                    | Mühlner Motorsport          | 6       | 0         | 0              | 0               | 1       | 19     | 15e        |
| 2022    | WeatherTech SportsCar Championship         | Mühlner Motorsports America | 4       | 0         | 0              | 0               | 0       | 481    | 22e        |

## Palmarès

### Résultats enFormula Renault Eurocup
| Année | Écurie             | 1       | 2         | 3       | 4       | 5        | 6        | 7       | 8       | 9        | 10       | 11       | 12        | 13       | 14       | 15      | 16      | 17        | 18       | 19       | 20       | Position | Points |
| ----- | ------------------ | ------- | --------- | ------- | ------- | -------- | -------- | ------- | ------- | -------- | -------- | -------- | --------- | -------- | -------- | ------- | ------- | --------- | -------- | -------- | -------- | -------- | ------ |
| 2019  | JD Motorsport (en) | MNZ 1   | MNZ 2 Abd | SIL 1 4 | SIL 2 7 | MON 1 9  | MON 2 12 | LEC 1 7 | LEC 2 8 | SPA 1 13 | SPA 2 12 | NÜR 1 10 | NÜR 2 9   | HUN 1 Np | HUN 2 11 | CAT 1 9 | CAT 2 6 | HOC 1 4   | HOC 2 11 | YMC 1 13 | YMC 2 11 | 7e       | 81     |
| 2020  | Arden Motorsport   | MNZ 1 8 | MNZ 2 Abd | IMO 1 8 | IMO 2 8 | NÜR 1 12 | NÜR 2 12 | MAG 1 7 | MAG 2 7 | ZAN 1 12 | ZAN 2 13 | CAT 1 3  | CAT 2 Abd | SPA 1 3‡ | SPA 2    | IMO 1 9 | IMO 2 5 | HOC 1 Abd | HOC 2 8  | LEC 1 8  | LEC 2 11 | 9e       | 85.5   |

### Résultats en Alpine Elf Europa Cup
| Année | Écurie         | Châssis         | Pneus    | 1       | 2       | 3         | 4          | 5       | 6       | 7       | 8       | 9     | 10      | 11      | 12      | Position | Points |
| ----- | -------------- | --------------- | -------- | ------- | ------- | --------- | ---------- | ------- | ------- | ------- | ------- | ----- | ------- | ------- | ------- | -------- | ------ |
| 2021  | Herrero Racing | Alpine A110 Cup | Michelin | NOG 1 2 | NOG 2 1 | MAG 1 Np. | MAG 2 Abd. | SPA 1 2 | SPA 2 4 | CAT 1 3 | CAT 2 3 | LEC 1 | LEC 2 1 | POR 1 3 | POR 2 1 | 2e       | 169    |

### Résultats enEuropean Le Mans Series
| Année | Écurie                    | Châssis        | Moteur                     | Classe | 1     | 2      | 3       | 4     | 5        | 6        | Position | Points |
| ----- | ------------------------- | -------------- | -------------------------- | ------ | ----- | ------ | ------- | ----- | -------- | -------- | -------- | ------ |
| 2021  | Inter Europol Competition | Ligier JS P320 | Nissan VK56 5,6 l V8 Atmo  | LMP3   | BAR 3 | RBR 4  | LEC Nc. | MON 3 | SPA Nc.  | POR 1    | 4e       | 67     |
| 2022  | Mühlner Motorsport        | Oreca 07       | Gibson GK428 4,2 l V8 Atmo | LMP2   | LEC 9 | IMO 11 | MON 3   | BAR 9 | SPA Abd. | POR Abd. | 15e      | 19     |